# Yeah Right!
Yeah Right! je rolkarski film, ki ga je leta 2003 izdalo podjetje Girl, čeprav imajo v njem dele tudi člani ekipe Chocolate, posnela in zrežirala pa Ty Evans in Spike Jonze. Film je s svojimi 72 minutami med najdaljšimi, izstopa pa tudi po zelo dodelani montaži, kar ni značilno za rolkarske filme. V filmu vidimo samo ulično rolkanje, vsebuje pa tudi tri skeče, začne pa se s 5 minutnim poklonom preminulemu Keenan Miltonu.
Prvi skeč je skeč s Crailtap (internetna stran Girl/Chocolate) rolko in ima nadaljevanje v turnejskem filmu Hot chocolate. V drugem skeču nastopa Owen Wilson, ki naj bi znal zelo dobro rolkati, v resnici pa namesto njega dva trika naredi Eric Koston, ki nosi svetlolaso lasuljo. V tretjem skeču so pomočjo tehnike "modrega ozadja" izbirsali rolke, zaradi česar izgleda, kot da rolkarji rolkajo po zraku.
Med rolkanjem se pojavijo tudi posnetki trikov, kjer rolkarji skočijo skoraj dvakrat višje, kot je to običajo za najboljše, saj so v montaži izbrisali skakalnice.
Film je bil izdan tudi z drugačno glasbeno podlago, v kateri pa niso bile zamenjane vse pesmi.
| - Brian Anderson | - Poklon Keenan Miltonu Royal flush - World wide |